# Melton, East Riding of Yorkshire
Melton är en by i civil parish Welton, i distriktet East Riding of Yorkshire, i grevskapet East Riding of Yorkshire, i England. Byn är belägen 15 km från Beverley. Melton var en civil parish 1866–1935 när blev den en del av Welton. Civil parish hade 316 invånare år 1931.